# Grand Prix Formule 1 van Brazilië 1985
De Grand Prix Formule 1 van Brazilië 1985 werd verreden op 7 april in Jacarepagua. Het was de eerste race van het seizoen.

## Uitslag
| Positie | Nr | Rijder             | Team              | Ronden | Tijd/Opgave         | Startplaats | Punten |
| ------- | -- | ------------------ | ----------------- | ------ | ------------------- | ----------- | ------ |
| 1       | 2  | Alain Prost        | McLaren-TAG       | 61     | 1:41:26.115         | 6           | 9      |
| 2       | 27 | Michele Alboreto   | Ferrari           | 61     | + 3.259             | 1           | 6      |
| 3       | 11 | Elio de Angelis    | Lotus-Renault     | 60     | + 1 Ronde           | 3           | 4      |
| 4       | 28 | René Arnoux        | Ferrari           | 59     | + 2 Rondes          | 7           | 3      |
| 5       | 15 | Patrick Tambay     | Renault           | 59     | + 2 Rondes          | 11          | 2      |
| 6       | 26 | Jacques Laffite    | Ligier-Renault    | 59     | + 2 Rondes          | 15          | 1      |
| 7       | 4  | Stefan Johansson   | Tyrrell-Ford      | 58     | + 3 Rondes          | 23          |        |
| 8       | 3  | Martin Brundle     | Tyrrell-Ford      | 58     | + 3 Rondes          | 21          |        |
| 9       | 10 | Philippe Alliot    | RAM-Hart          | 58     | + 3 Rondes          | 20          |        |
| 10      | 16 | Derek Warwick      | Renault           | 57     | + 4 Rondes          | 10          |        |
| 11      | 18 | Thierry Boutsen    | Arrows-BMW        | 57     | + 4 Rondes          | 12          |        |
| 12      | 24 | Piercarlo Ghinzani | Osella-Alfa Romeo | 57     | + 4 Rondes          | 22          |        |
| 13      | 9  | Manfred Winkelhock | RAM-Hart          | 57     | + 4 Rondes          | 16          |        |
| NF      | 17 | Gerhard Berger     | Arrows-BMW        | 51     | Ophanging           | 19          |        |
| NF      | 12 | Ayrton Senna       | Lotus-Renault     | 48     | Elektrisch probleem | 4           |        |
| NF      | 23 | Eddie Cheever      | Alfa Romeo        | 42     | Motor               | 18          |        |
| NF      | 29 | Pierluigi Martini  | Minardi-Ford      | 41     | Motor               | 25          |        |
| NF      | 1  | Niki Lauda         | McLaren-TAG       | 27     | Benzinesysteem      | 9           |        |
| NF      | 25 | Andrea de Cesaris  | Ligier-Renault    | 26     | Ongeluk             | 13          |        |
| NF      | 22 | Riccardo Patrese   | Alfa Romeo        | 20     | Lekke band          | 14          |        |
| NF      | 6  | Keke Rosberg       | Williams-Honda    | 10     | Turbo               | 2           |        |
| NF      | 8  | Francois Hesnault  | Brabham-BMW       | 9      | Ongeluk             | 17          |        |
| NF      | 5  | Nigel Mansell      | Williams-Honda    | 8      | Uitlaat             | 5           |        |
| NF      | 21 | Mauro Baldi        | Spirit-Hart       | 7      | Turbo               | 24          |        |
| NF      | 7  | Nelson Piquet      | Brabham-BMW       | 2      | Transmissie         | 8           |        |

## Wetenswaardigheden
- Na de race werd René Arnoux ontslagen bij Ferrari. Hij werd vervangen door Stefan Johansson.

## Statistieken
| Pole-position | Michele Alboreto | Ferrari     | 1:27.768 |
| Snelste ronde | Alain Prost      | McLaren-TAG | 1:33.546 |

1972 · 1973 · 1974 · 1975 · 1976 · 1977 · 1978 · 1979 · 1980 · 1981 · 1982 · 1983 · 1984 · 1985 · 1986 · 1987 · 1988 · 1989 · 1990 · 1991 · 1992 · 1993 · 1994 · 1995 · 1996 · 1997 · 1998 · 1999 · 2000 · 2001 · 2002 · 2003 · 2004 · 2005 · 2006 · 2007 · 2008 · 2009 · 2010 · 2011 · 2012 · 2013 · 2014 · 2015 · 2016 · 2017 · 2018 · 2019